# 太空也入樽
《怪物奇兵》（英語：Space Jam）是一部1996年美國真人動畫運動喜劇電影，由喬·皮特卡執導，李奧納多·本維努提、史蒂夫·魯德尼克、提摩西·哈里斯和賈斯捷·溫洛共同編劇，麥可·喬丹、韋恩·奈特、泰瑞莎·藍道和丹尼·德維托主演，比利·韋斯特擔任主要配音員。續集《怪物奇兵 全新世代》定於2021年7月16日在美國院線上映及HBO Max上線。

## 故事
故事從遙遠的太空中開始。一些名為的外星人要把樂一通朋友帶到他們的上司手中，以增加其主題公園的營業額。眼見這些外星人的體型微小，領袖兔寶寶便和他們協議一場籃球比賽，以身高力壓對手。
然而，這些外星人利用了特殊能力，偷去五位NBA明星（包括巴克利 (Charles Barkley)、尤英 (Patrick Ewing)、 ()、 ()和 ()）的球技，從而變得壯大起來。樂一通朋友恐懼起來，便召來已轉職棒球的麥可·喬丹前來協助。在決賽中，雙方勢均力敵。最後，麥可·喬丹在樂一通朋友、舊隊友和家人的支持下，投入了關鍵性一球，使樂一通得到勝利。
而落敗的，就和决裂，把他拋向太空，然後想加入樂一通的行列。至於麥可·喬丹，決定重新接觸籃球，繼續其職業生涯。

## 外界反應
許多有關本片的評論都較負面。首先，普遍評論都認為這套電影比起對前的威探闖通關(Who Framed Roger Rabbit)為遜色。另外，籃球迷都認為貶低體育和麥可·喬丹的價值與人品。他們亦覺得電影內容偏離現實和標準。
不過，也有一些觀眾讚揚電影的視覺效果是當時的重要突破。而一些專業的評論家，如和，都對電影持正面態度。另一方面，電影的原創音樂都在當時流行起來。當中最為熟悉的是I Believe I Can Fly，其次就有、 和等等。
而在電影播放以後，亦推出此遊戲的彈珠球機和電子遊戲。

## 特別事物
1. 一個全新角色蘿拉兔正式登場，身份是兔巴哥的情人。
2. 麥可·喬丹在電影中說他會在隊衣下穿著大學的籃球短褲。在現實中，麥可·喬丹亦會是這樣，純粹是一種好運象徵。
3. 今次故事指出，樂一通朋友住在一個奇異的地底世界—「樂一通地帶」（Looney Tune Land）中。而所有動畫亦是在當地獨立製作。
4. 對華納的經典動畫來說，這是其第一套混合動畫和真人演出的電影。

## 外部連結
- 官方網站 （页面存档备份，存于）
- 互联网电影数据库（IMDb）上《怪物奇兵》的资料（英文）
- AllMovie上《怪物奇兵》的资料（英文）
- Box Office Mojo上《怪物奇兵》的資料（英文）
- 爛番茄上《怪物奇兵》的資料（英文）
- Metacritic上《怪物奇兵》的資料（英文）
- 開眼電影網上《怪物奇兵》的資料（繁體中文）
- 时光网上《怪物奇兵》的資料（简体中文）
- 豆瓣电影上《怪物奇兵》的資料 （简体中文）